# Trouvans
Trouvans – miejscowość i gmina we Francji, w regionie Burgundia-Franche-Comté, w departamencie Doubs.
Według danych na rok 1990 gminę zamieszkiwały 44 osoby, a gęstość zaludnienia wynosiła 16 osób/km² (wśród 1786 gmin Franche-Comté Trouvans plasuje się na 699. miejscu pod względem liczby ludności, natomiast pod względem powierzchni na miejscu 978.).